# Any polar internacional
L'Any Polar Internacional (API o IPY per les sigles en anglès) és una col·laboració, esforç internacional de recerca de les regions polars. Karl Weyprecht, oficial de la marina austrohongaresa, explorador i promotor del primer any internacional, del 1882-83, tot i que va morir abans que es produís.
Cinquanta anys més tard (1932-1933) es va organitzar un segon API. L'Any Geofísic Internacional es va inspirar en l'API i es va produir 75 anys després de la primera API (1957-58). Quaranta-quatre països van participar en el segon API, que va anunciar avenços en meteorologia, magnetisme, ciència atmosfèrica i en la "cartografia" dels fenòmens ionosfèrics que van fer avançar el desenvolupament de la ràdio. Es van establir 27 estacions d'observació a l'Àrtida, es va recollir una gran quantitat de dades i es va crear un centre de dades mundial sota l'organització que finalment es va anomenar Organització Meteorològica Mundial. A causa de la crisi financera mundial coneguda com La Gran Depressió, es va haver d'abandonar el pla d'aixecar una xarxa d'estacions a l'Antàrtida. A causa de la Segona Guerra Mundial es van perdre gran quantitat de dades generades durant aquests anys.
El tercer Any Polar Internacional està actualment en marxa, havent començat el 2007, i contínua fins a l'any 2009. S'està patrocinat pel Consell Internacional d'Unions Científiques (CIUC), l'Organització Meteorològica Mundial (OMM). El president de l'Organització Internacional del Grup de Planificació establert en el Consell Internacional d'Unions Científiques per a aquest esdeveniment està presidit pel professor Chris Rapley i el doctor Robin Bell. El director de l'Oficina Internacional del programa API és el Dr. David Carlson.